# Quasiintegrierbarkeit
Quasiintegrierbarkeit ist in der Mathematik eine Eigenschaft, die messbaren Funktionen (speziell Zufallsvariablen) zukommen kann, dementsprechend spricht man auch von quasiintegrierbaren Funktionen (bzw. quasiintegrierbaren Zufallsvariablen). Somit ist sie der Maßtheorie und der Stochastik zuzuordnen. Die Quasiintegrierbarkeit ist ein wichtiger Schritt auf dem Weg von dem Riemann-Integral zu einem allgemeineren Integralbegriff, dem Lebesgue-Integral.
Quasiintegrierbarkeit bedeutet, dass entweder der positive oder der negative Teil des Integrals endlich ist. Bei der Integrierbarkeit fordert man hingegen, dass beide Teile endlich sind.

## Definition

### Quasiintegrierbare Funktion
Sei
{\displaystyle f\colon (\Omega ,{\mathcal {A}})\to ({\overline {\mathbb {R} }},{\mathcal {B}}({\overline {\mathbb {R} }}))}
eine messbare numerische Funktion auf dem Maßraum {\displaystyle (\Omega ,{\mathcal {A}},\mu )} und seien
{\displaystyle f^{+}:=\max\{f,0\}{\text{ sowie }}f^{-}:=-\min\{f,0\}}
der Positiv- bzw. Negativteil der Funktion. Dann heißt die Funktion  {\displaystyle \mu }-quasiintegrierbar oder quasiintegrierbar bezüglich {\displaystyle \mu }, wenn mindestens eines der beiden Integrale
{\displaystyle I^{+}:=\int _{\Omega }f^{+}\mathrm {d} \mu {\text{ oder }}I^{-}:=\int _{\Omega }f^{-}\mathrm {d} \mu }
endlich ist. Ist klar, um welches Maß {\displaystyle \mu } es sich handelt, so wird auf die Angabe im Allgemeinen verzichtet.

### Quasiintegrierbare Zufallsvariable
Sei {\displaystyle X} eine Zufallsvariable vom Wahrscheinlichkeitsraum {\displaystyle (\Omega ,{\mathcal {A}},P)} nach {\displaystyle ({\overline {\mathbb {R} }},{\mathcal {B}}({\overline {\mathbb {R} }}))}. Seien wie oben
{\displaystyle X^{+}:=\max\{X,0\}{\text{ und }}X^{-}:=-\min\{X,0\}}
der Positiv- bzw. der Negativteil der Zufallsvariable. Die Zufallsvariable heißt dann {\displaystyle P}-quasiintegrierbar oder quasiintegrierbar bezüglich {\displaystyle P}, wenn mindestens einer der beiden Erwartungswerte
{\displaystyle \operatorname {E} (X^{+}){\text{ und }}\operatorname {E} (X^{-})}
endlich ist. Ist klar, welches Wahrscheinlichkeitsmaß {\displaystyle P} gemeint ist, wird meist auf die Angabe verzichtet.

## Bemerkungen
- Faktisch stimmen die beiden Definitionen überein, bloß sind sie in der Notation zweier unterschiedlicher Teilbereiche der Mathematik formuliert. Einziger Unterschied ist der, dass bei der quasiintegrierbaren Zufallsvariable nur Wahrscheinlichkeitsmaße und nicht beliebige Maße zugelassen sind.
- Der Erwartungswert einer Zufallsvariable lässt sich für quasiintegrierbare Zufallsvariablen definieren, kann dann aber eventuell den Wert {\displaystyle \pm \infty } annehmen. In der Literatur existieren verschiedene Versionen der Aussage „der Erwartungswert existiert“. Manche fordern, dass er endlich ist, andere lassen wiederum zu, dass er die Werte {\displaystyle \pm \infty } annimmt. Hier ist auf die genaue Definition des Lehrbuches zu achten.

## Verwendung
Quasiintegrierbare Funktionen spielen eine wichtige Rolle bei der Konstruktion des Lebesgue-Integrals.
Zuerst wird das Integral nur für die Klasse der positiven einfachen Funktionen definiert und dann durch ein Approximationsargument auf positive messbare Funktionen verallgemeinert. Um das Integral für beliebige messbare Funktionen zu definieren, zerlegt man messbare Funktionen in ihren Positiv- und Negativteil
{\displaystyle f^{+}:=\max\{f,0\}{\text{ bzw. }}f^{-}:=-\min\{f,0\}}
und definiert das Integral über die Funktion als die Summe von Positiv- und Negativteil
{\displaystyle I(f):=I(f^{+})-I(f^{-})}.
Nun können aber durchaus die Ausdrücke {\displaystyle I(f^{+})} und {\displaystyle I(f^{-})} beide den Wert {\displaystyle +\infty } annehmen, was zum nicht definierten Term
{\displaystyle I(f)=+\infty -\infty }
führen würde. Um dies zu vermeiden, fordert man die Quasiintegrierbarkeit, die garantiert, dass stets nur eines der Integrale unendlich wird. In diesem Sinne existieren Integrale über quasiintegrierbare Funktionen, sind also mathematisch wohldefiniert, können aber durchaus den Wert {\displaystyle \infty } oder {\displaystyle -\infty } annehmen.